# Gil de Roma

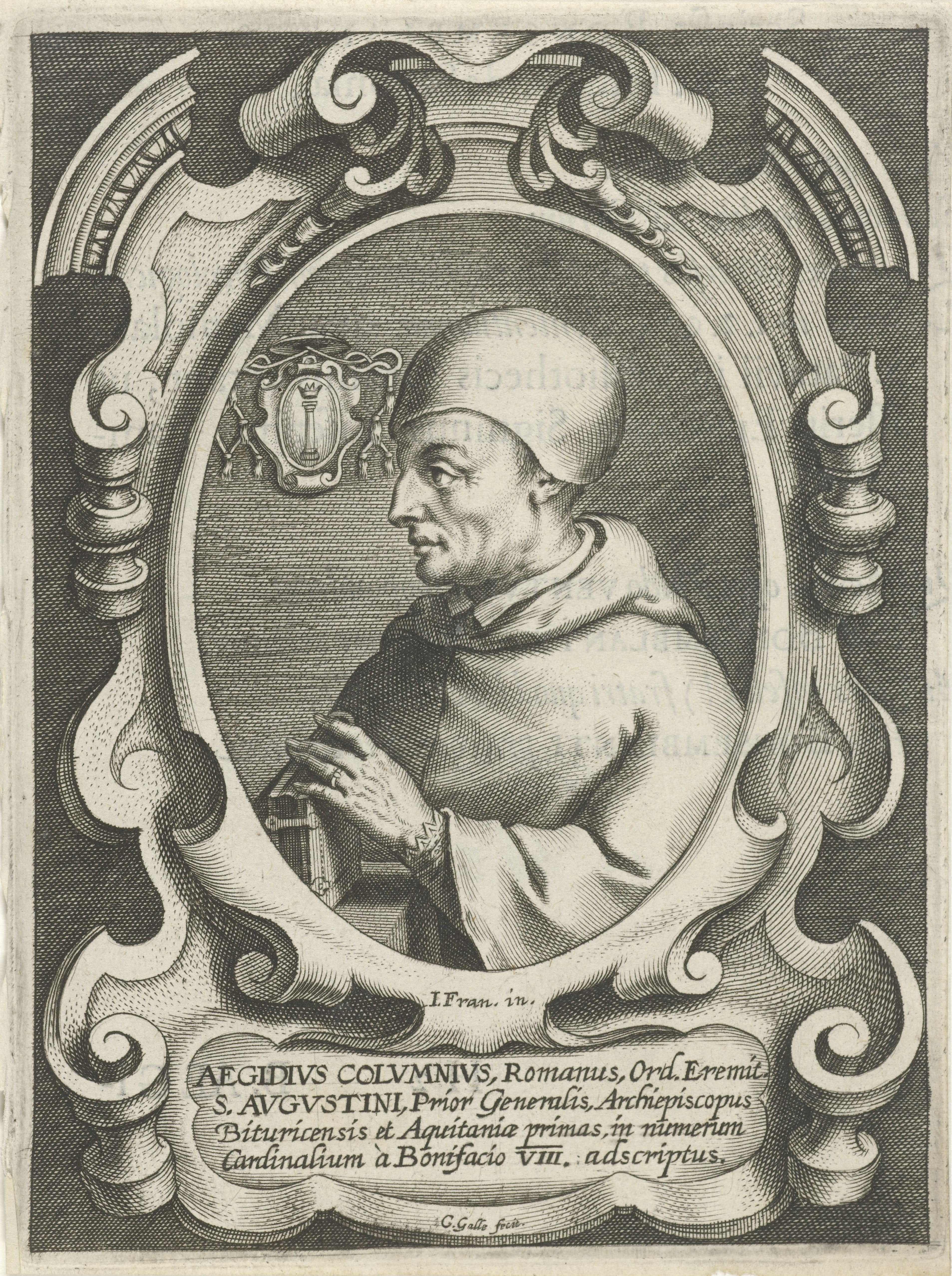
Gil de Roma ou Egídio Colonna (em)

Gil de Roma, Giles de Roma ou Egídio Romano (em latim: Ægidius Romanus; em italiano: Egidio Colonna; c. 1243 - 22 de dezembro de 1316), foi um filósofo medieval e teólogo escolástico e frade da Ordem de Santo Agostinho, que também foi nomeado para os cargos de Prior Geral da sua ordem e arcebispo de Burges. Ele é famoso por ser um lógico, produzindo um comentário sobre o Organon de Aristóteles, e por sua autoria de duas importantes obras, De Ecclesiastica Potestate (O poder eclesiástico), um texto importante sobre o poder papal do início do século XIV e De Regimine Principum (O governo dos príncipes), um guia para liderança temporal cristã. Gil foi denominado "Doctor Fundatissimus" ("Exímio Professor") pelo papa Bento XIV.
Escritores na Inglaterra dos séculos XIV e XV, como John Trevisa e Thomas Hoccleve, o traduziram ou adaptaram para inglês.